# Achrophyllum
Achrophyllum, rod pravih mahovina iz porodice Hookeriaceae. Sastoji se od 8 priznatih vrsta

## Vrstge
1. Achrophyllum anomalum H. Robinson, 1974
2. Achrophyllum crassirete Matteri, 1979
3. Achrophyllum dentatum Vitt & Crosby, 1972
4. Achrophyllum haesselianum Matteri, 1979
5. Achrophyllum javense Iwatsuki, B. C. Tan & Touw in Touw, 1978
6. Achrophyllum magellanicum Matteri, 1979
7. Achrophyllum quadrifarium Vitt & Crosby, 1972
8. Achrophyllum tenuinerve H. Robinson, 1974